# Maria Elisabeth Pembaur
Maria Elisabeth Pembaur, Pembaur-Elterich, de soltera Elterich (Grimma (Saxònia), 15 d'abril de 1869 - Múnic (Baviera), 30 de gener de 1937) va ser una pianista clàssica alemanya.
Elterich va estudiar piano a el Conservatori de Leipzig amb Alfred Reisenauer, cant amb Marie Hedmondt i teoria de la música amb Stephan Krehl. Va viure com a pianista a Múnic i va fer gires pels Països Baixos, Suïssa, Dinamarca, Itàlia i Espanya. El 1906 es va casar amb el pianista i compositor Josef Pembaur. Tots dos també van actuar junts amb dos pianos. Va morir a Múnic als 67 anys.